# Pterodecta felderi
Pterodecta felderi es una polilla de la familia Callidulidae. Se encuentra en el Extremo Oriente ruso, India, Japón, China y Taiwán.

## Alimentación
Las larvas se alimentan de las especies Matteuccia y Osmundastrum.

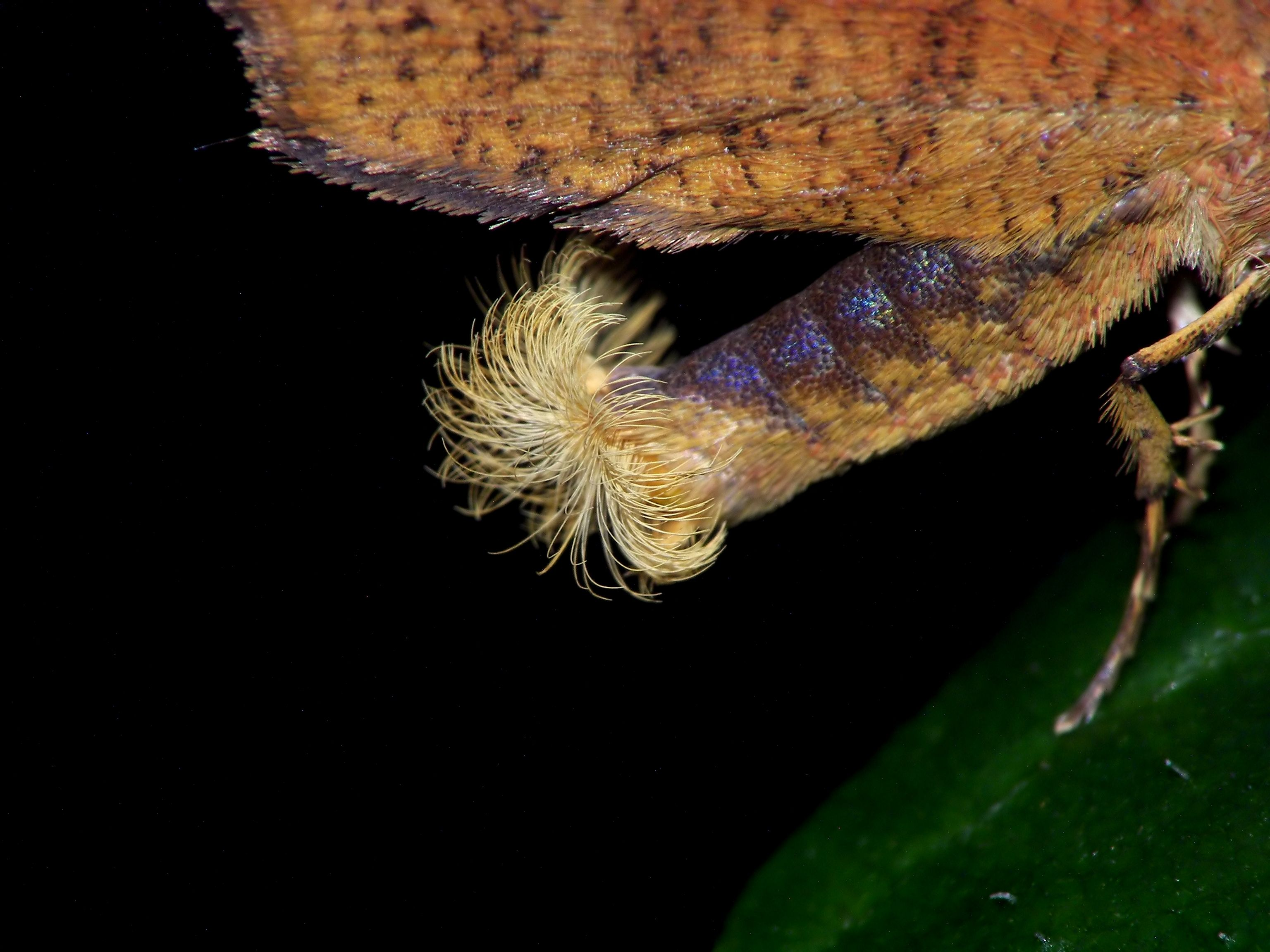
Detalle

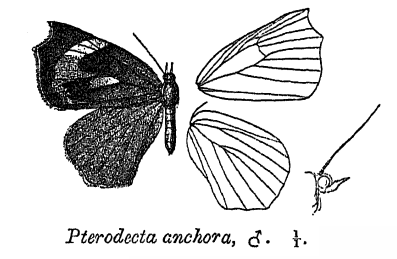
Ilustración

- Datos: Q4247841
- Multimedia: Pterodecta felderi / Q4247841